# 诸福屯街道
诸福屯街道，是中华人民共和国河北省石家庄市正定县下辖的一个街道办事处。
2011年4月19日，河北省民政厅批复同意撤销诸福屯镇，设立诸福屯街道。

## 行政区划
诸福屯街道下辖以下地区：
诸福屯村、固营村、蟠桃村、南圣板村、中圣板村、北圣板村、戎家园村、朱河村、罗家庄村和丁家庄村。